# Love Parade
El Love Parade (alemany: Loveparade) va ser un popular festival de música dance i electrònica que va originar-se l'any 1989 a Berlín Oest, Alemanya. Es va celebrar anualment a aquest país del 1989 al 2003, i més tard del 2006 al 2008. Les edicions de 2004 i 2005 a Berlín i la de 2009 a Bochum foren cancel·lades.
Internacionalment, festivals spin-off Love Parade també es van celebrar a:
| - Sydney, Austràlia - Viena, Àustria - Rio de Janeiro, Brasil - Santiago, Xile - Leeds, Anglaterra - Budapest, Hongria - Tel-Aviv, Israel | - Ciutat de Mèxic i Acapulco, Mèxic - Oslo, Noruega - Ciutat del Cap, Sud-àfrica - Gènova i Zúric, Suïssa - Caracas, Veneçuela - San Francisco, Califòrnia; i Little Rock, Arkansas, Estats Units d'Amèrica |

## Allau humana del Love Parade
Al 24 de juliol de 2010 almenys 21 persones moriren i 500 resultaren ferides en una allau humana al Love Parade. Entre les víctimes s'hi trobaven la cambrilenca Marta Acosta i la tarragonina Clara Zapater, ambdues estudiants Erasmus a la Universitat de Münster. Com a conseqüència, l'organització del festival va anunciar que ja no se celebraria cap més festival Love Parade. Actualment s'està duent a terme un procés judicial en el qual hi declaren més de 3.000 persones.